# Waldemar Matysik
Pour les articles homonymes, voir Matysik.
Waldemar Józef Matysik, né le 27 septembre 1961 à Gliwice, est un ancien international polonais de football. 
Matysik fait partie des nombreux joueurs polonais à avoir joué à l'AJ Auxerre avec qui il a notamment marqué un superbe but lors de la victoire icaunaise à Bordeaux (0-1).

## Biographie
Waldemar Matysik participe à la Coupe du monde 1982 puis à la Coupe du monde 1986 avec l'équipe de Pologne. Il termine troisième lors de la Coupe du monde 1982 organisée en Espagne.
Il reçoit 55 sélections en équipe nationale entre 1980 et 1989, sans toutefois inscrire de but.
En club, il joue principalement en faveur de l'équipe polonaise du Górnik Zabrze, de l'équipe française de l'AJ Auxerre, et enfin de l'équipe allemande de Hambourg.

## Carrière
- 1979-1987 :  Górnik Zabrze
- 1987-1990 :  AJ Auxerre
- 1990-1993 :  Hambourg SV
- 1993-1994 :  Wuppertal SV
- 1994-1995 :  VfB Wissen
- 1996-1997 :  Rot-Weiss Essen
- 1997 :  Germania Dattenfeld 1916[1]

## Palmarès

### En club
- Champion de Pologne en 1985, en 1986 et en 1987 avec le Górnik Zabrze
- Vainqueur de la Coupe des Alpes en 1987 avec l'AJ Auxerre
- Finaliste de la Coupe de Pologne en 1986 avec le Górnik Zabrze

### EnÉquipe de Pologne
- 55 sélections entre 1980 et 1989
- Participation à la Coupe du Monde en 1982 (3e) et en 1986 (1/8 de finaliste)